# Manidens
Manidens („zub podobný ruce“) byl rod velmi malého býložravého ptakopánvého dinosaura z čeledi Heterodontosauridae. Žil v období geologického věku bajok (střední jura, před asi 171 až 167 miliony let) na území dnešního státu Argentina (geologické souvrství Cañadón Asfalto).

## Popis
Holotyp má označení MPEF-PV 3211 a jedná se o fosilii neúplné kostry. Celková délka tohoto vývojově primitivního heterodontosaurida činila asi 60 až 75 cm a hmotnost kolem 0,5 kg, byl tedy podstatně menší než jeho vývojový následníci jako Heterodontosaurus nebo Abrictosaurus. Manidens byl formálně popsán v roce 2011. Detailní výzkum čelistního aparátu tohoto dinosaura ukázal, že disponoval unikátními adaptacemi pro mechanické zpracování potravy.
Sklovina zubů tohoto dinosaura byla z hlediska struktury nejprimitivnější u všech známých ptakopánvých dinosaurů a celkově se více podobá sklovině zubů u sauropodomorfních dinosaurů (konkrétně rodu Plateosaurus), než například u vývojově příbuznějších ornitopodů nebo u teropoda rodu Coelophysis. Výzkum mikrostruktury skloviny druhu Manidens condorensis byl publikován v únoru roku 2020. Další studie popsala mechanismus obměny zubů u tohoto rodu, přičemž výsledkem je konstatování, že průběh této výměny se do značné míry podobal výměně dentice u vývojově primitivních (bazálních) ornitopodů.

## Paleoekologie
Tento malý dinosaurus mohl být příležitostně loven svým dravým současníkem, středně velkým teropodem druhu Piatnitzkysaurus floresi a Asfaltovenator vialidadi.